# Musikåret 1913

## Händelser
- 23 februari – Gurre-Lieder av Arnold Schönberg uruppförs i Wien under Franz Schrekers ledning.
- 29 maj – Skandalpremiär för Igor Stravinskijs balett Våroffer i Paris. Publiken är delad i två läger och börjar slåss[1].
- okänt datum – Tyska skivmärket Matador börjar ge ut inspelningar från Beka.[2]

## Årets sångböcker och psalmböcker
- Alice Tegnér, Sjung med oss, Mamma! 6

## Födda
- 25 januari – Witold Lutosławski, polsk kompositör.
- 26 januari – Jimmy Van Heusen, amerikansk jazz- och schlagerkompositör.
- 13 februari – Erik Nordgren, svensk kompositör, arrangör av filmmusik och orkesterledare.
- 9 mars – Björn Johansson, svensk tonsättare.
- 30 mars – Frankie Laine, eg. Frank Paul Lovecchio, amerikansk populärsångare.
- 14 april – Werner Wolf Glaser, tysk-svensk tonsättare, dirigent, musiklärare och musikkritiker.
- 3 maj – Pelle Ström, svensk sångare.
- 6 maj – Tor Ahlberg, svensk pianist och tonsättare.
- 16 maj – Woody Herman, amerikansk orkesterledare och klarinettist.
- 18 maj – Charles Trenet, fransk vissångare.
- 21 maj – Lars Lennartsson, svensk sångare och skådespelare.
- 26 maj – Karin Ekelund, svensk skådespelare, regissör och sångerska.
- 24 juni – Tor Bergner, svensk vissångare.
- 2 augusti – Siri Olson, svensk skådespelare, sångerska och dansös.
- 21 augusti – Stig Bergendorff, svensk skådespelare, författare. regissör, manusförfattare, kompositör och textförfattare.
- 11 oktober – Lil Yunkers, svensk sångerska, journalist och författare.
- 4 november – Jerry Högstedt, svensk kompositör och kapellmästare.
- 15 november – Harald Lundquist, svensk kompositör, orkesterledare och sångare.
- 22 november – Benjamin Britten, brittisk tonsättare.
- 25 november – Rune Skog, svensk sångare (andretenor) och pianist.

## Avlidna
- 26 februari – Felix Draeseke, 77, tysk tonsättare.
- 17 juni – Ingeborg von Bronsart, 72, svensk-tysk tonsättare.
- 20 september – Frans Frieberg, 90, svensk tonsättare, dirigent och sångtextförfattare.

### Fotnoter
1. ↑  100 år med Aftonbladet – 1913, 1999
2. ↑  ”78:or & film”. http://78-varv.atspace.cc/matador.htm. Läst 3 juni 2011.